# Île Entreprise
L'île Entreprise est une île de l'Antarctique de 1,5 mile de long située à la pointe au nord-est de l'île Nansen sur la côte ouest de la terre de Graham. Elle a été nommée île Nansen dans un premier temps par l'explorateur belge Adrien de Gerlache lors de l'expédition du navire Belgica de 1897-1899. Ce fut au début de 1900 un important site de chasse à la baleine. Elle fut alors renommée ainsi en hommage à l'industrie de pêche à la baleine entre 1916 et 1930.

## Histoire

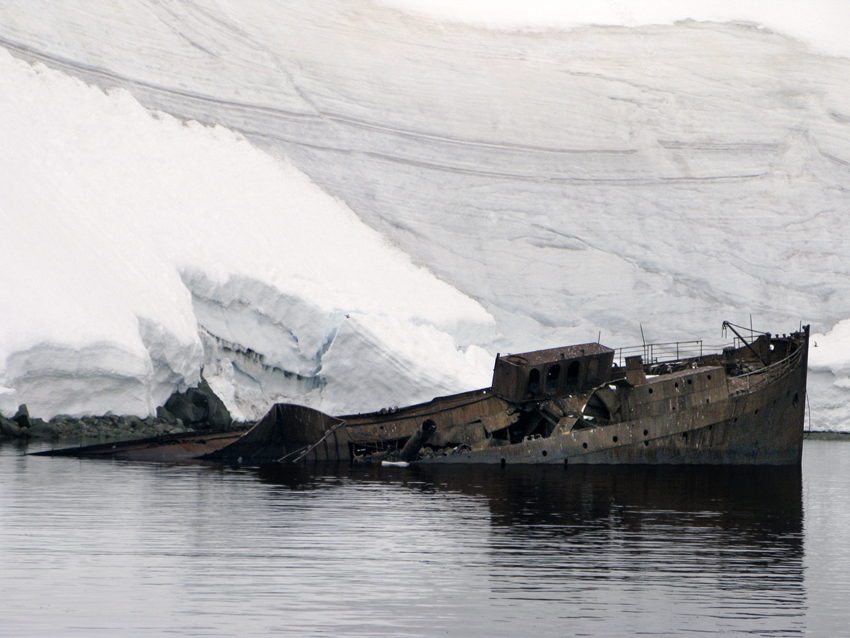
Ancien baleinier échoué à la suite d'un incendie.

Le site actuel regorge de détails et d'indices de l'activité de la chasse à la baleine du début du XXe siècle. On y observe un ancien baleinier échoué à la suite d'un incendie. Il reste de nombreuses têtes de harpon à l'intérieur de la coque. Cette épave héberge une colonie de Sternes couronnées (Sterna vittata). Sur les rives des chaînes d'amarrage, des bollards ainsi que des canots.